# اورفورد (نیوهمپشایر)
اورفورد (به انگلیسی: Orford) یک منطقهٔ مسکونی در ایالات متحده آمریکا است که در شهرستان گرافتن، نیوهمپشایر واقع شده‌است.
 اورفورد ۱۲۴٫۴ کیلومتر مربع مساحت و ۱٬۲۳۷ نفر جمعیت دارد و ۱۲۴ متر بالاتر از سطح دریا واقع شده‌است.